# Nicolas de Haguenau

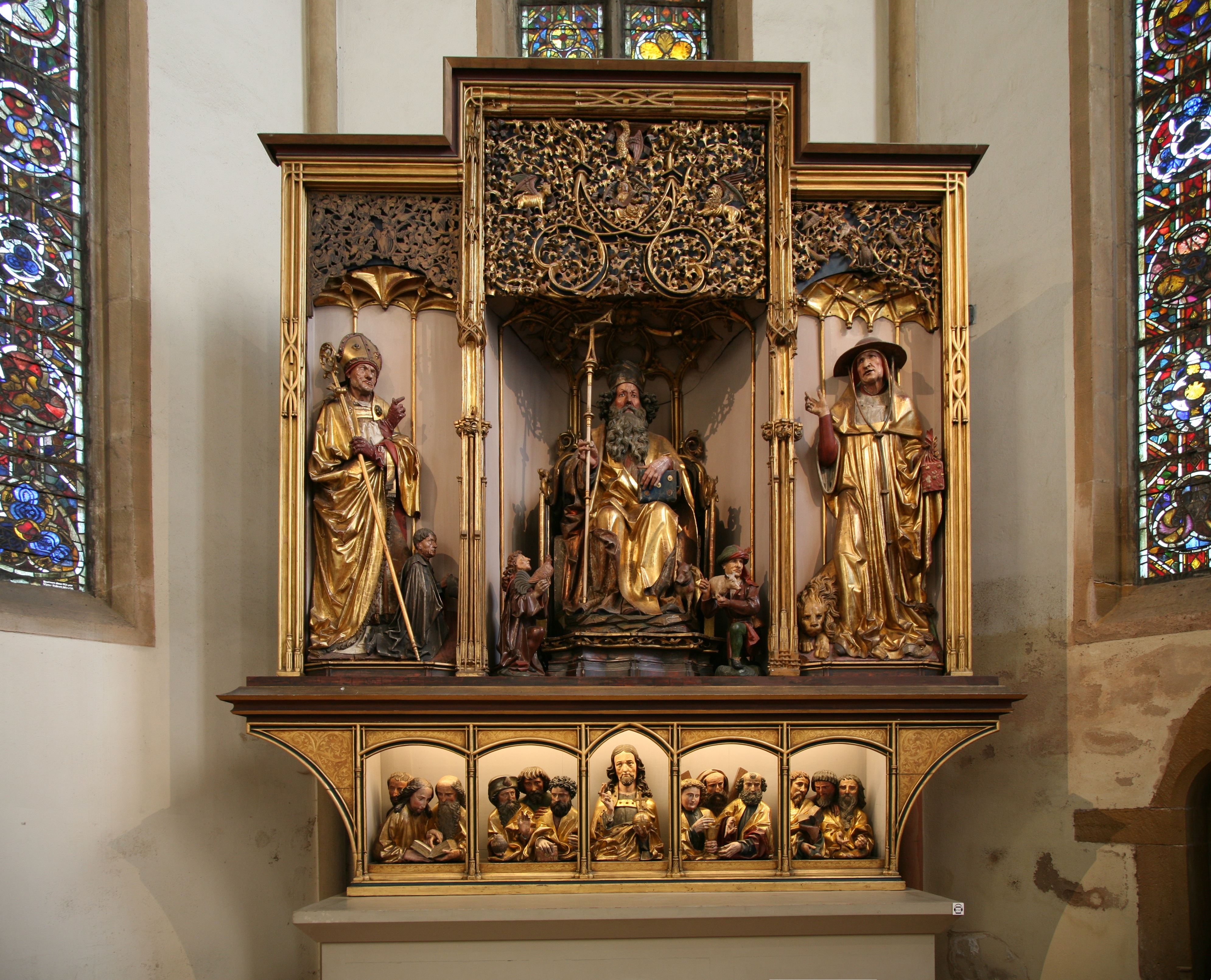
Retablo de Isenheim, configuración abierta.

Nicolas de Haguenau (Haguenau, ca. 1445/1460 - 1538) fue un escultor alsaciano del Gótico tardío o Renacimiento nórdico, cuya obra más famosa es la parte escultórica del retablo de Isenheim. Llevaba al nacer el nombre de Niklas Zimmerlin, y, además de con la forma francesa de escribir su nombre (Nicolas de), también es conocido con las formas germánicas: Niclas Hagenauer, Niklaus Hagenauer, Niclas Hagnower, Niklaus Hagnower, Niclas von Hagenau y otras variantes.
Pocos detalles se conocen de su vida: entre 1493 y 1526 aparece documentado como ciudadano de Estrasburgo, donde dos de sus hermanos, Veit (Guy) y Paul, le ayudaban en su trabajo para el retablo mayor de la catedral, del que no quedan más que vestigios (ca. 1500). También en esa época trabajó en Colmar en la parte central de las esculturas del llamado retablo de Isenheim (1500-1505), cuya parte pictórica es de Matthias Grünewald (1510-1515) y cuyo diseño es probablemente de Martin Schongauer.
Otras obras que se le atribuyen son:
- Sepulcro del obispo de Estrasburgo Albrecht von Pfalz-Morbach en la capilla de la Virgen de la colegiata de Saverne[3] (1493-1494), del que sólo quedan restos.
- Deploración de Cristo, predela de un retablo del colegio de San Esteban de Estrasburgo.[4]
- Dos bustos de donantes (ca. 1500), al estilo particular de Nikolaus Gerhaert,[5] conservados en el musée de l'Œuvre Notre-Dame,[6] Estrasburgo.
- San Antonio eremita (1500), conservado en The Cloisters, Nueva York.
- Parte de La Crucifixión de la iglesia de San Jorge de Sélesat[7] (atribución probable).

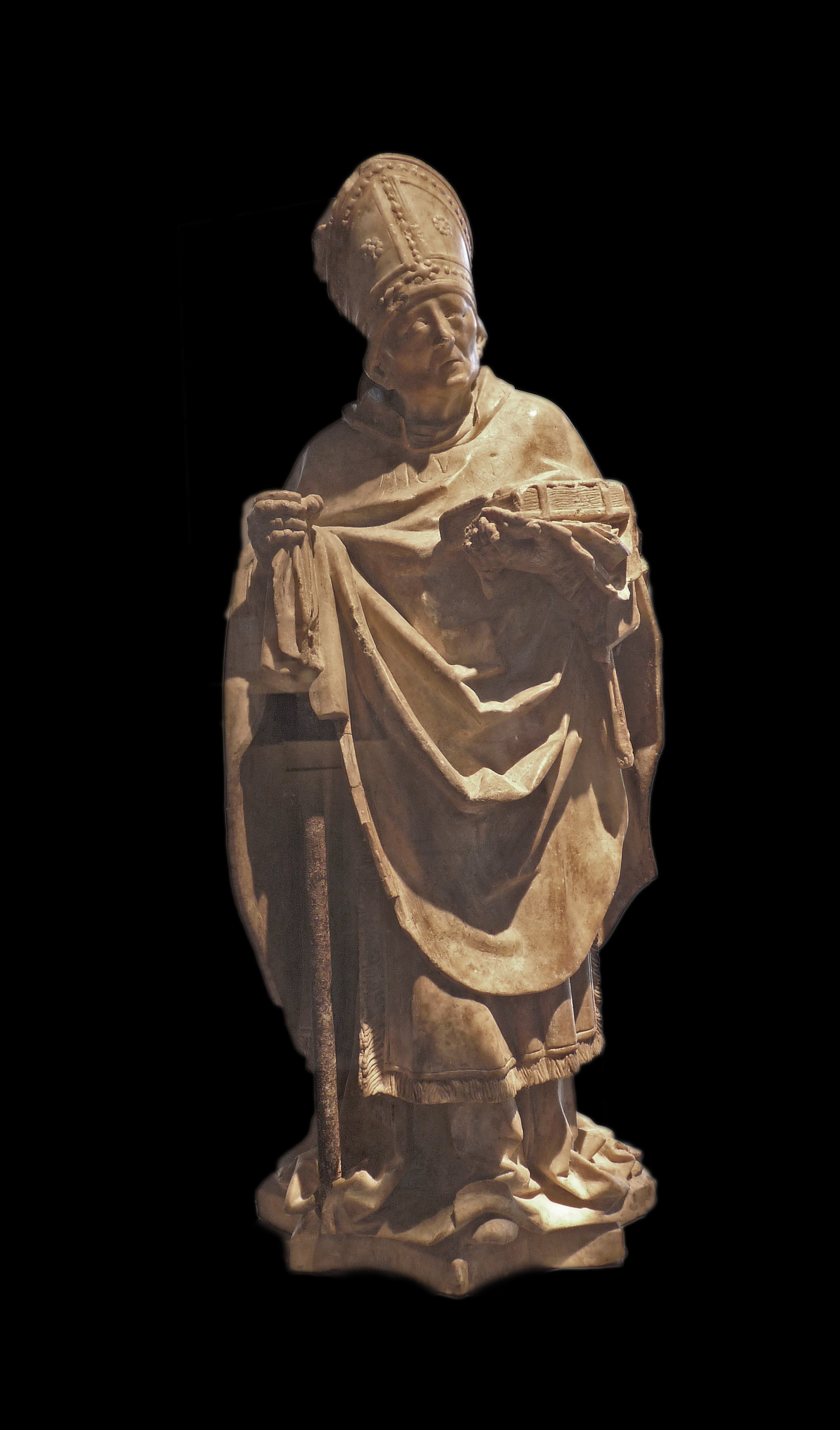
Santo obispo (atribuido), musée de l'Œuvre Notre-Dame.
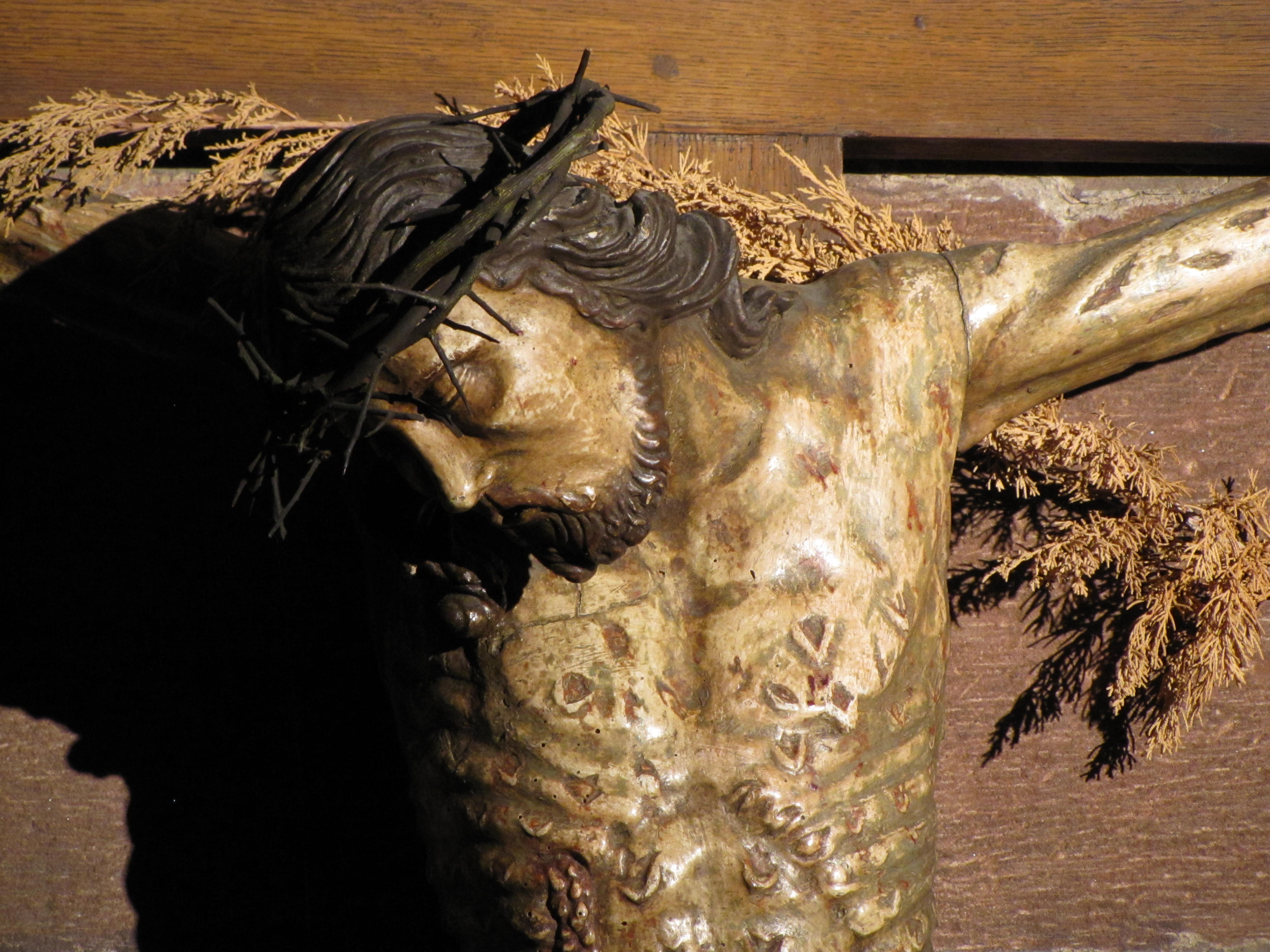
Cabeza del Cristo de la Crucifixión de Saverne.
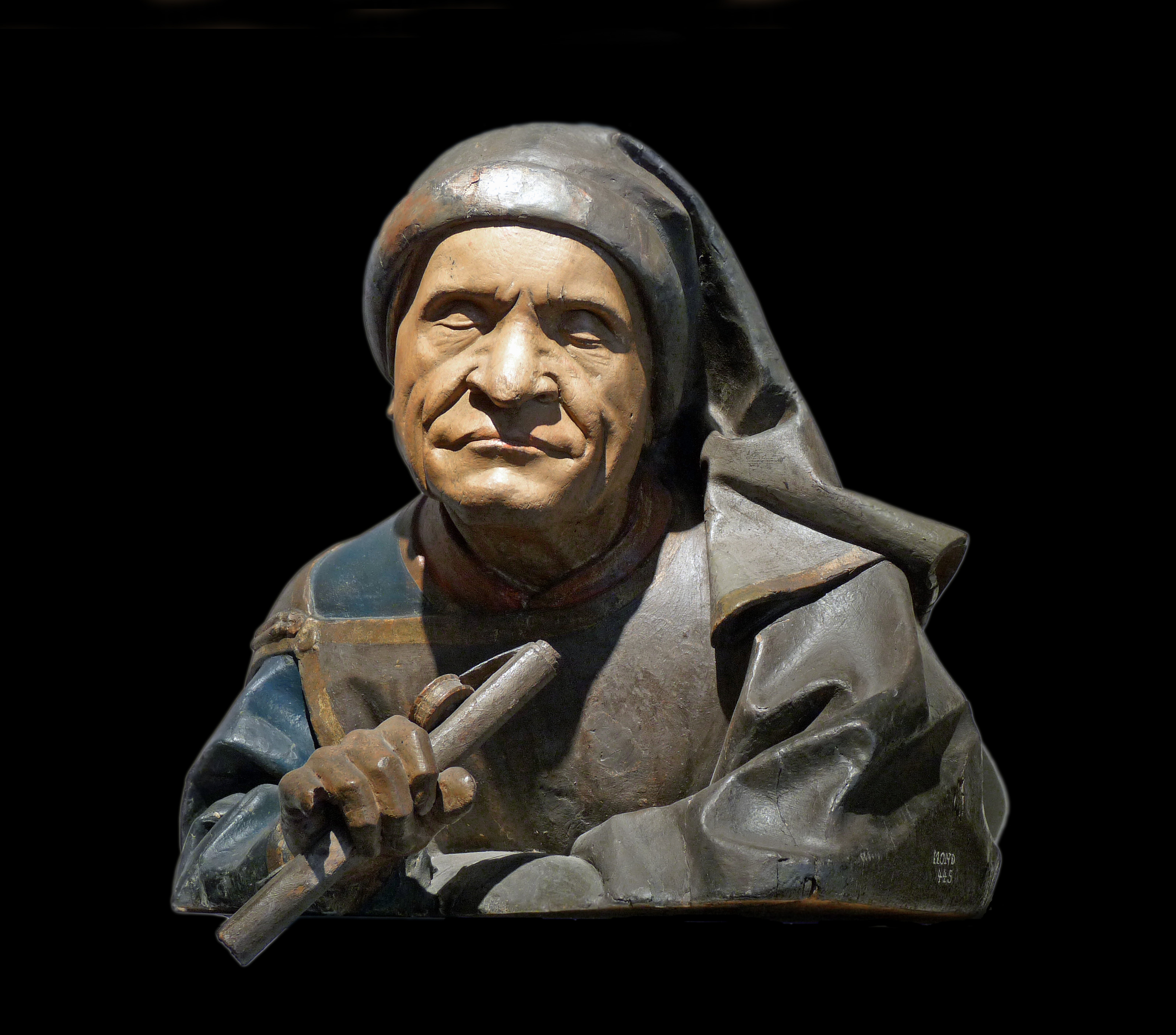
Buste d'homme accoudé, musée de l'Œuvre Notre-Dame
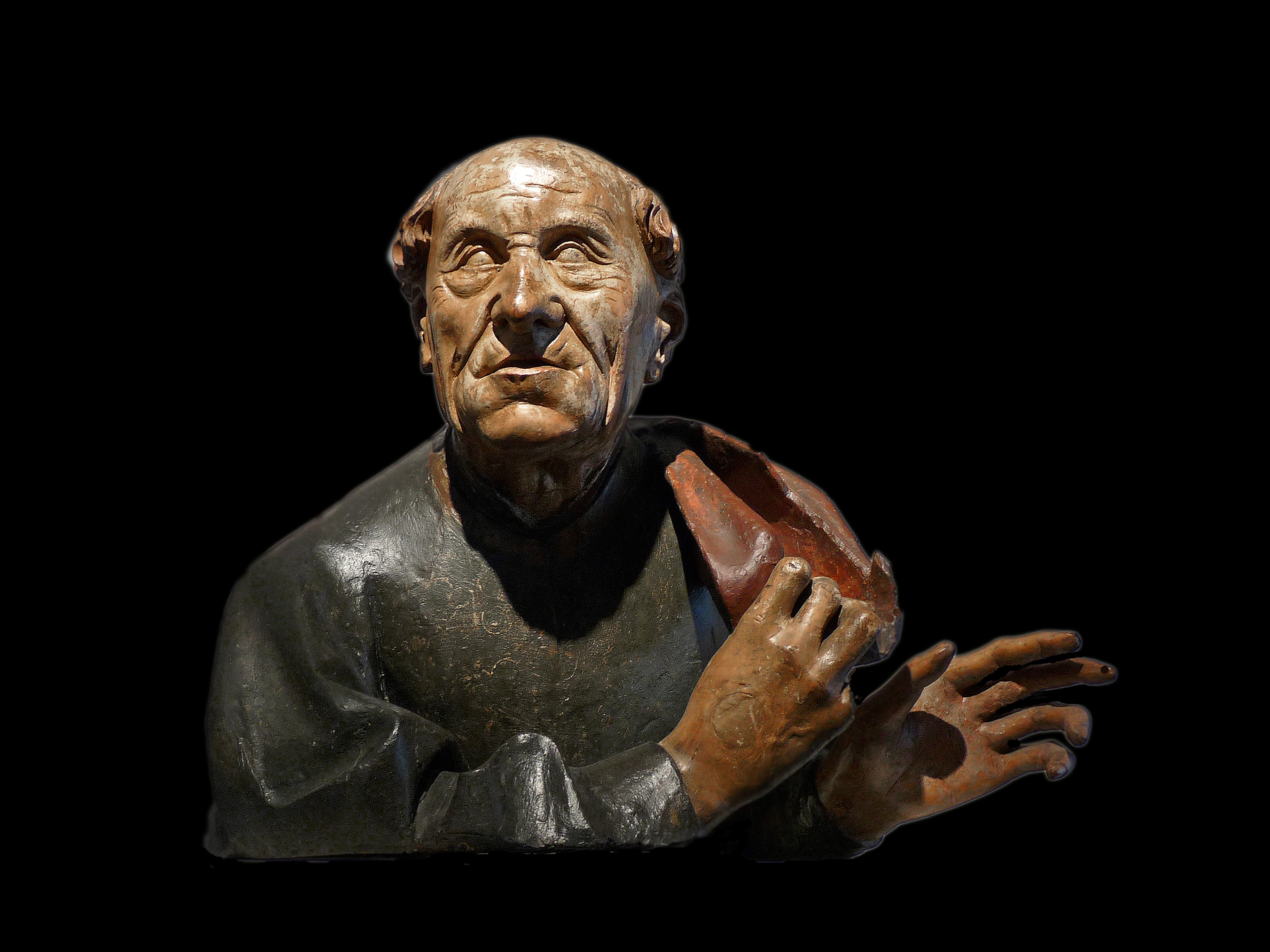
Buste d'homme accoudé, musée de l'Œuvre Notre-Dame